# Martin Mildt
Martin Mildt († 2. Februar 2015) war ein deutscher Turner aus Lübeck. Er gehörte der Lübecker Turnerschaft an.
Er turnte mehrmals in der deutschen Nationalmannschaft und vertrat auch die Lübecker Städtemannschaft in Städtekämpfen wie dem „Hanseatenkampf“ 1957.